# Pycnarmon crocalis
Pycnarmon crocalis is een vlinder van de familie van de grasmotten (Crambidae). De wetenschappelijke naam van deze soort is voor het eerst voorgesteld als Entephria crocalis door George Francis Hampson in een publicatie uit 1899.
Deze soort is voor het eerst ontdekt op het eiland Fergusson, deel uitmakend van de D'Entrecasteaux-eilanden in Papoea-Nieuw-Guinea.